# キングマンボ系
キングマンボ系（キングマンボけい、Kingmambo Line）は、馬（主にサラブレッド）の父系（父方の系図）の1つ。主に日本で拡大した系統であり、アメリカ・欧州方面では衰退傾向にある。
ミスタープロスペクター系から独立した父系とみているのは日本だけである。
日本では、キングカメハメハの成功により、2016年のシェアが約15%に伸長している。ヨーロッパでは、キングズベストの産駒ワークフォースが2010年に凱旋門賞を勝つなど活躍していたが、その後はこれといった産駒も出現することはなく、ワークフォースも日本に輸入されて失敗に終わり、またヘンリーザナビゲーターといった他のキングマンボ系種牡馬も失敗、もしくは有望な後継牡馬に恵まれずほとんど見かけなくなっている。アメリカ合衆国ではレモンドロップキッドが、ビーチパトロールの活躍によって2014年北米種牡馬ランキングで8位に付けているものの、後継種牡馬も厚遇はされておらず、ビーチパトロールも日本に輸出されるなどの状況にある。他方、オーストラリアでは、同国のGIを勝ったTagaloaや日本で重賞を4勝したダイアトニックなどロードカナロア産駒が種牡馬入りしているほか、同じロードカナロア産駒のパンサラッサが2024年にシャトル供用されている

## サイアーライン
- Darley Arabian 1700
  - Bartlet's Childers 1716
    - Squirt 1732
      - Marske 1750
        - Eclipse 1764　　　---←エクリプス系へ戻る
          - Potoooooooo 1773
            - Waxy 1790
              - Whalebone 1807
                - Sir Hercules 1826
                  - Birdcatcher 1833
                    - The Baron 1842
                      - Stockwell 1849
                        - Doncaster 1870
                          - Bend Or 1877
                            - Bona Vista 1889
                              - Cyllene 1895
                                - Polymelus 1902
                                  - Phalaris 1913　　　---←ファラリス系へ戻る
                                    - Sickle 1924
                                      - Unbreakable 1935
                                        - Polynesian 1942
                                          - Native Dancer 1950　　　---←ネイティヴダンサー系へ戻る
                                            - Raise a Native 1961　　　---←レイズアネイティヴ系へ戻る
                                              - Mr.Prospector 1970　　　←---ミスタープロスペクター系へ戻る
                                                - Kingmambo 1990　　　---↓キングマンボ系（改行）

---↓キングマンボ系---
- Kingmambo 1990　　 
  - American Odyssey 1995
  - Bujones 1995
  - *アメリカンボス 1995
  - *エルコンドルパサー 1995 →アロンダイト 2003
    - ルースリンド 2001
      - ストゥディウム 2012

    - ヴァーミリアン 2002 → ノットフォーマル 2012
      - ノブワイルド 2012
      - リュウノユキナ 2015

    - サクラオリオン 2002
    - ソングオブウインド 2003
      - アイファーソング 2008

  - Muldoon 1995
  - Parade Ground 1995
  - Seignorial 1995
  - Ballet Master 1996
  - Kingsalsa 1996
    - Kernoues 2003
    - Regent Royal 2006

  - Lemon Drop Kid 1996 
    - Cosmonaut 2002
    - *アポロキングダム 2003 →アポロマーベリック 2009
    - Kiss the Kid 2003
    - Brandon's Oboe 2004
    - Top Kid 2004
    - Code West 2010
    - Cannock Chase 2011
    - Da Big Boss 2011
    - *ビーチパトロール Beach Patrol 2013
    - *レモンポップ 2018

  - *アドマイヤマンボ 1996
  - *エイシンキンボール 1996
  - Midnight Foxtrot 1996
  - Monarch's Maze 1996
  - Peresprado 1996
  - Seven Figures 1996
  - Zaha 1996
  - Kappa King 1997
  - King Cugat 1997
  - Kingkiowa 1997
  - *キングズベスト 1997
    - Proclamation 2002
    - Creachadoir 2004
    - King's Apostle 2004
    - Alanadi 2006
    - *ワークフォース Workforce 2007
    - エイシンフラッシュ 2007
      - ヴェラアズール 2017

  - Mambo Game 1997
  - Mambo King 1997
  - Parade Leader 1997
  - Royal Tryst 1997
  - Uncle Abbie 1997
  - Cruise King 1998
  - Dexterity 1998
  - Malhub 1998
  - Okawango 1998
    - Declaration of War 2005
    - Steele Tango 2005

  - Vitesse 1998
  - Black Mambo 1999
  - Dubai Destination 1999
  - Editor in Chief 1999
  - Quintillon 1999
  - *スターキングマン 1999
  - *アルカセット Alkaased 2000
  - Eavesdropper 2000
  - Governor Brown 2000
  - Akarem 2001
  - Auto Pilot 2001
  - Boboman 2001
  - Erewhon 2001
  - Ershaad 2001
  - Kentucky Home 2001
  - Mambo Train 2001
  - Notable Guest 2001
  - *ルールオブロー Rule of Law 2001
  - キングカメハメハ 2001 → アパパネ 2007、スタニングローズ 2019
    - ケイアイドウソジン 2006
    - スターウォーズ 2007
    - ソリタリーキング 2007
    - タイセイレジェンド 2007
    - トゥザグローリー 2007
    - ルーラーシップ 2007
      - キセキ 2014
      - メールドグラース 2015
      - リオンリオン 2016
      - エターナルビクトリ 2019

    - ローズキングダム 2007
    - クリーンエコロジー 2008
    - ベルシャザール 2008
    - ロードカナロア 2008 → アーモンドアイ 2015
      - アールスター 2015
      - ステルヴィオ 2015
      - ダイアトニック 2015
      - ダノンスマッシュ 2015
      - キングオブコージ 2016
      - サートゥルナーリア 2016
      - ファストフォース 2016
      - ユアーズトゥルーリ 2016
      - レッドルゼル 2016
      - Tagaloa 2017
      - パンサラッサ 2017

    - ハタノヴァンクール 2009
    - ホッコータルマエ 2009
    - ラブリーデイ 2010
    - ウエスタンパレード 2011
    - サクラアンプルール 2011
    - トゥザワールド 2011
    - キングリオ 2012
    - クルーガー 2012
    - ダノンリバティ 2012
    - ドゥラメンテ 2012 → スターズオンアース 2019、リバティアイランド 2020
      - タイトルホルダー 2018
      - タカイチイチロウ 2018

    - ミュゼスルタン 2012
    - ヤマカツエース 2012
    - レーヴミストラル 2012
    - ミッキーロケット 2013
    - リオンディーズ 2013
    - レイデオロ 2014
    - チュウワウィザード 2015
    - ブラヴァス 2016
    - ボッケリーニ 2016
    - ジュンライトボルト 2017
    - ホウオウアマゾン 2018

  - Sworn In 2001
  - Mambo Minstrel 2002
  - Rey de Cafe 2002
  - Student Council 2002
  - Tawqeet 2002
  - Ashaawes 2003
  - Kentucky Dynamite 2003
  - Shahin 2003
  - Soar with Eagles 2003
  - Taraqqi 2003
  - Archipenko 2004
  - Alexandros 2005
  - Atso 2005
  - Baronial 2005
  - Campanologist 2005
    - Langtang 2014
    - Village King 2014

  - Henrythenavigator 2005
    - George Vancouver 2010
    - Pedro the Great 2010

  - Ideal World 2005
  - Mambo in Seattle 2005
  - Thewayyouare 2005

- サイアーライン上は2025年現在、種付けを行った馬か種牡馬入りを発表した馬、→印の後は牝馬などの非種牡馬の代表産駒の一部を示す。また、日本調教馬における太字はG1級競走の勝ち馬を示す。